# Asphondylia foliosa
Asphondylia foliosa är en tvåvingeart som beskrevs av Gagne 1990. Asphondylia foliosa ingår i släktet Asphondylia och familjen gallmyggor. Inga underarter finns listade i Catalogue of Life.